# Música saturada
Música saturada o saturacionisme (en francès: musique saturée) és un corrent estètic musical teoritzat a principis del segle xxi i generalment associat als compositors francesos Yann Robin, Franck Bedrossian i Raphaël Cendo, així com al rus Dmitri Kourliandski. Aquest moviment artístic busca principalment l'excés, el caos i la monstruositat mitjançant la saturació de paràmetres com l'espectre harmònic, la dinàmica o la tímbrica.

## Pour une musique saturée
L'any 2008, els compositors Franck Bedrossian i Raphaël Cendo van exposar i discutir les característiques estètiques i tècniques de la nova música saturada a l'encontre De l'excès du son a París, organitzat pel Centre de Documentation de la Musique Contemporaine en col·laboració amb l'Ensemble 2e2m. No obstant això, és en el manifest Pour une musique saturée (2011)', de Cendo, on s'estableixen les bases de la proposta estètica en què es fonamenta aquesta tendència artística:
L'estètica d'aquest grup de músics neix com a reacció a la tendència del control total imperant en la música del segle XX: la gran majoria de compositors de la segona meitat de segle busquen un control absolut de tots els paràmetres en música (altura, dinàmica, ritme...) de tal manera que els sons complexos queden fora i només s'usen de manera descontextualitzada, critica Cendo, ja que són impredictibles. En altres paraules, l’ús de sons complexos (o sons saturats) implica una pèrdua de control en la interpretació. Per aquest motiu sovint les partitures d'aquests compositors usen notacions no convencionals i deixen gran llibertat als intèrprets.
La música saturada porta els intèrprets al límit físic, per tal d'aconseguir sonoritats imprevisibles; per això les peces saturacionistes tenen un component teatral, i les interpretacions assoleixen el caràcter de rituals.
En el manifest també s'exposa que l'organització d'una música saturada és qüestió de desorientació més que de planificació, per tal de "perdre's, no d'organitzar sinó de traçar un camí cap a un món inestable, salvatge i desconegut" (Cendo cita a Rimbaud: "Il s’agit d’arriver à l’inconnu par le dérèglement de tous les sens"), tant pel compositor com per l'intèrpret i l'oient. La música saturada abandona "la noció de direccionalitat, d'estandardització, de procés o desenvolupament a favor d'un clima inestable, expressiu, extremadament dinàmic i reactiu."

## Antecedents
Les idees darrere la música saturada no són creació exclusiva dels compositors abans esmentats, sinó que es poden trobar, en major o menor grau, al llarg de la història de la música. En paraules de R. Cendo, 
Cap al segle ii aC, satura designava una mescla de texts reunits per a formar una sàtira. El terme saturaeindicava una “miscel·lània de cant, dansa i mim, d'eloqüència burlesca”. Tot i que avui l'expressió s'ha vist enriquida amb moltes altres accepcions, la noció de mescla i miscel·lània segueix present, per exemple quan ens situem en el domini de la física pel que fa a la saturació d'un líquid.
Trobem exemples de saturació en l'art persa, l'horror vacui del rococó, la columna de Trajà, els quadres de Hieronymus Bosch o de Jackson Pollock, en la literatura de Rimbaud o de la generació beat, el cinema d'Stanley Kubrik, així com en la música heavy metal, la música mezwed tunisiana, o Franz Liszt, qui satura l'espai tonal, per citar alguns exemples.

## Els paràmetres de la saturació
La música d'aquest grup de compositors es fonamenta en la saturació dels següents quatre paràmetres interdependents entre ells. Cal remarcar que l'efecte de saturació només té lloc quan tenen lloc els quatre elements, ja que "desconnectats els uns dels altres, els fenòmens saturants no són més que simples tècniques d'escriptura sense cap relació dialèctica."

### Saturació del timbre
La saturació del timbre s'aconsegueix a través de mètodes no convencionals d'execució específics de cada instrument. A més de l'ús de tècniques ampliades que puguin aportar timbres rics i complexos, el timbre es pot portar a l'extrem mitjançant la hibridació dels instruments: per exemple, l'un de llengüetes d'oboè i clarinet en instruments de metall, sordines de paper d'alumini en les cordes, la preparació del piano i l'arpa, la veu i els crits dins els instruments de vent, etcètera. L'alliberament de la tècnica tradicional, i la pèrdua de control i excés d'energia que comporta, permet descobrir noves sonoritats.

### Saturació de l'espai freqüencial
Podem distingir dos casos:
- la saturació harmònica, que es basa a abastar tot l'espectre harmònic, saturant els diferents registres (greus, aguts), i
- l'apilament de sons, o massa sonora, és a dir la saturació d'un mateix registre amb diversos timbres saturats, tant de forma estàtica com en evolució. "La massa sonora tendeix a ser indiferenciada perquè no revela moviments individuals reconeixibles. És la negació de la individualitat en favor de l'homogeneïtat".[7]

### Saturació de la intensitat
Aquest paràmetre no només involucra el volum sonor sinó la quantitat d'esforç físic que demana als intèrprets. La saturació de la intensitat s'assoleix quan l'impacte físic del so permet una immersió total per part de l'oient dins el fenomen sonor.

### Saturació per multiplicació dels gestos
El quart fenomen fa referència als gestos que tenen lloc dins el discurs musical, que es repeteixen saturant el continu temporal: el ritme és inseparable d'aquest paràmetre.
Els gestos emprats han de ser energètics i descontrolats; no és tan important l'altura de les notes com el moviment que implica. La precisió en l'execució del gest no es basa en l'execució exacta de la partitura, sinó quan s'emfasitza l'energia, en la pèrdua de control, un "estat límit -o catastròfic- entre text (la partitura) i interpretació".
Aquests quatre paràmetres tenen un gran impacte tant en la interpretació com en la notació: aquesta última "anima a l'intèrpret a anar més enllà del marc de la partitura. A partir d'aleshores, ja no es tracta d'inscriure's en una precisió, sinó en un excés d'execució, donant així tota la seva força i totes les seves dimensions a la música."

## Obres destacades
Podem destacar les següents obres per presentar característiques de la música saturada:
- Transmissions (2002), per a fagot i electrònica, F. Bedrossian
- Edges (2010), per a percussió i piano, F. Bedrossian
- In vivo (2011), per a quartet de corda, R. Cendo
- Introduction aux ténèbres (2009), per a contrabaix, veu de baix i electrònica, R. Cendo
- Rokh (2011-2012), per a flauta, violí, violoncel i piano, R. Cendo
- Broken memory (2005), per a violí, violoncel i piano, D. Kourliandsky
- Objets impossibles (2010-2013), per a gran ensemble, D. Kourliandsky
- Art on metal (2006), per a clarinet contrabaix i 17 músics, Y. Robin
- Inferno (2012), per a orquestra i electrònica, Y. Robin